# Manistique
Manistique est une ville située dans l’État américain du Michigan. Elle est le siège du comté de Schoolcraft. Selon le recensement de 2000, sa population est de 3 583 habitants.